# 羅曼納
在英國作家約翰·羅納德·魯埃爾·托爾金（J.R.R. Tolkien）的奇幻小說世界中土大陸中，羅曼納（Rómenna）是位於努曼諾爾（Númenor）東部的港口城市。
羅曼納是努曼諾爾的港口，帝國後期成為了忠實者（the Faithful）的流放地。最終此地隨著努曼諾爾毀滅而沉入大海。

## 地理
羅曼納位於努曼諾爾的東部，在阿藍多（Arandor）的轄境內，距首都雅米涅洛斯（Armenelos）50英里。港口座落於羅曼納海灣（Bay of Rómenna）最裡面的狹灣，狹灣出口有一座名為烏妮島（Tol Uinen）的島嶼。羅曼納是橫越努曼諾爾的東西大道的最東邊起點。

## 名字
羅曼納（Rómenna）這名字源於昆雅語，意思是「向東的」Eastwards。

## 總覽
羅曼納是努曼諾爾最偉大的港口，擁有許多大船塢與巧手的船匠。除了船匠之外，水手都會聚居在這裡，例如是皇帝的艦隊司令凡安圖（Vëantur）、阿達瑞安（Aldarion）都曾住在這裡。這裡通常都是努曼諾爾航海家向中土大陸探險和遠航的起點，例如是阿達瑞安的歷次探險。
羅曼納是帝國後期忠實者的聚居地，因為反叛維拉的皇帝不願住在帝國西邊的忠實者與艾爾達（Eldar）繼續保持友誼，於是將他們流放到羅曼納。許多忠實者由羅曼納出航，逃到吉爾加拉德（Gil-galad）的國度或他們修建的港口佩拉格（Pelargir），躲避皇帝的人馬（King's Men）的逼害。

## 歷史

### 早年
羅曼納的建立時間不明，但應該在帝國建立的相約時間。島民在羅曼納建立了船塢和港口，自第二紀元600年起努曼諾爾水手從羅曼納出發，去拜訪吉爾加拉德治下的精靈。
努曼諾爾皇帝、著名航海家阿達瑞安與一般水手一樣，都以羅曼納為探險的起點。829年，他與父親、當時的皇帝塔爾-曼奈德（Tar-Meneldur）為著阿達瑞安的探險而爭執，於是皇帝下令關閉羅曼納的船塢，十三年以後才重新開啟。阿達瑞安在重開港口後，用他學自瑟丹（Círdan）的知識改建港口，將它建得更大，並建立海牆保護它。

### 忠實者流放地
努曼諾爾帝國至後期時，絕大部份國民，包括皇帝在內，都反叛維拉並放棄與精靈的友誼。其中一位皇帝亞爾-金密索爾（Ar-Gilmzôr）進一步逼害尊敬維拉的忠實者，他將查出的忠實者由努曼諾爾島西邊強遷至羅曼納，阻止他們與維林諾（Valinor）前來的精靈保持接觸。
安督奈伊領主阿門迪爾（Amandil）在亞爾-法拉松（Ar-Pharazôn）統治時也遷到羅曼納，並召喚了許多忠實者到那裡。他西航維林諾想求維拉寬恕努曼諾爾人後，他的兒子伊蘭迪爾（Elendil）接過忠實者的領導地位，並最後在努曼諾爾毀滅時，由羅曼納出發，帶著忠實者逃到中土大陸。羅曼納則隨著努曼諾爾島沉落大海。

## 資料來源
1. ↑  Thain's Book: Romenna 的存檔，存档日期2011-11-07.
2. ↑  這條大路由羅曼納向西至雅米涅洛斯，再進入諾瑞南谷與米涅爾塔瑪，之後轉西北通往佛洛星芒的昂督斯托（Ondosto），繼續朝西伸延到安督奈伊。詳見"A Description of Númenor"。
3. 1 2 3 4 5  《精靈寶鑽》 2002 聯經初版翻譯 《努曼諾爾淪亡史》
4. ↑  《未完成的故事》 1998年 HarperCollins出版 "A Description of Númenor"
5. 1 2  《未完成的故事》 1998年 HarperCollins出版 "Aldarion and Erendis"